# Brennerwerk
Das Brennerwerk ist ein Laufwasserkraftwerk der Tiroler Wasserkraft AG bei Matrei am Brenner, welches die Wasserkraft der Sill nutzt. Die Inbetriebnahme erfolgte im Jahr 1899; damit gehört das Brennerwerk zu den ältesten im Betrieb befindlichen Wasserkraftwerken Europas.

## Geschichte
Das Brennerwerk wurde in den Jahren 1898 und 1899 von dem Bauingenieur Josef Riehl und dem Münchener Bauunternehmer Oskar von Miller geplant und errichtet. Ziel war es, neben dem Wipptal und einem Carbidwerk in Matrei auch die Stubaitalbahn, welche im Jahr 1904 fertiggestellt wurde, mit elektrischer Energie zu versorgen. Ursprünglich wurden 8 Pelton-Turbinen eingebaut, welche Gleichstrom-Generatoren antrieben. Mit mehreren Megawatt elektrischer Leistung war das Brennerwerk zum Zeitpunkt der Fertigstellung eines der leistungsstärksten Wasserkraftwerke, wobei die Betreiber anfangs sogar Schwierigkeiten gehabt haben sollen, die große Energiemenge zu verwerten.
Nachdem die Nachfrage nach elektrischem Strom in der ersten Hälfte des 20. Jahrhunderts stark zunahm, war Anfang der 50er-Jahre ein Ersatz der Pelton-Turbinen gegen für ein Laufwasserkraftwerk deutlich effizientere Francis-Turbinen nötig geworden. Dadurch stieg die Leistung des Brennerwerks auf 7,7 MW und ermöglichte eine Regeljahreserzeugung von 49 GWh.
Mit der Unterzeichnung des Österreichischen Staatsvertrages 1955 wurden die Kraftwerksanlagen der Republik Österreich übergeben, gingen jedoch kurz darauf im Jahre 1957 an die Tiroler Wasserkraft AG über.

## Aktuelle Situation
Durch den stets steigenden Stromverbrauch hat das Brennerwerk mit seiner relativ geringen Leistung an Bedeutung verloren und kann trotz Verbesserungen am Maschinensatz keinen allzu hohen Teil des im Wipptal benötigten Stromes mehr liefern. Seine Wirtschaftlichkeit im laufenden Betrieb ist dennoch gegeben und darauf begründet, dass durch den Einbau moderner Steuertechnik eine Fernsteuerung der Anlagen aus der Leitstelle der Tiroler Wasserkraft AG in Thaur realisiert werden konnte.
Seit 2018 sind das Maschinenhaus sowie das Wasserschloss denkmalgeschützt.